# Canthidium pullus
Canthidium pullus är en skalbaggsart som beskrevs av Felsche 1910. Canthidium pullus ingår i släktet Canthidium och familjen bladhorningar. Inga underarter finns listade.